# Киквидзе (хутор)
Киквидзе — хутор в Новониколаевском районе Волгоградской области России, в составе Хопёрского сельского поселения.
Население — 265 (2010) человек.

## История
Основан как хутор Зубриловский. Хутор относился к юрту станицы Преображенской Хопёрского округа Земли Войска Донского (с 1870 — Область Войска Донского). В 1859 года на хуторе проживали 236 мужчин и 270 женщин. Согласно переписи населения 1897 года на хуторе проживали 683 мужчины и 769 женщин, из них грамотных: мужчин — 249 (36,5 %), грамотных женщин — 49 (6,4 %).
Согласно алфавитному списку населённых мест Области Войска Донского 1915 года земельный надел был общим со станицей, на хуторе проживало 814 мужчин и 866 женщины, имелись хуторское правление, Архангельская церковь, приходское училище, паровая мельница.
С 1928 году хутор — в составе Преображенского района Хопёрского округа (округ упразднён в 1930 году) Нижне-Волжского края (с 1934 года — Сталинградский край). Хутор являлся центром Зубриловского сельсовета. В 1935 году Зубриловский сельсовет передан в состав Бударинского района. Постановлением ЦИК СССР от 27 марта 1936 года село Зубрилово было переименовано в село Киквидзенское. Указом Президиума Верховного Совета РСФСР от 12 ноября 1960 года и решением Сталинградского облисполкома от 15 ноября 1960 года № 18/617 Бударинский район был упразднен, Киквидзенский сельсовет передан в состав Новониколаевского района. Решением Волгоградского облисполкома от 31 мая 1962 года был упразднен Киквидзенский сельсовет, а территория его передана в Комсомольский и Хопёрский сельсоветы

## География
Хутор находится в пределах Хопёрско-Бузулукской равнины, являющейся южным окончанием Окско-Донской низменности, на левом берегу реки Кардаил (правый приток реки Бузулук), на высоте около 100 метров над уровнем моря. Почвы — чернозёмы обыкновенные.
Географическое положение
По автомобильным дорогам расстояние до областного центра города Волгоград составляет 320 км, до районного центра рабочего посёлка Новониколаевский — 45 км.
Климат
Климат умеренный континентальный (согласно классификации климатов Кёппена — Dfb). Многолетняя норма осадков — 469 мм. В течение города количество выпадающих атмосферных осадков распределяется относительно равномерно: наибольшее количество осадков выпадает в июне — 53 мм, наименьшее в феврале и марте — по 26 мм. Среднегодовая температура положительная и составляет + 6,6 °С, средняя температура самого холодного месяца января −9,4 °С, самого жаркого месяца июля +21,6 °С.
Часовой пояс
Киквидзе, как и вся Волгоградская область, находится в часовой зоне МСК (московское время). Смещение применяемого времени относительно UTC составляет +3:00.

## Население
Динамика численности населения по годам:
| 1859 | 1873 | 1897 | 1915 | 1987 |
| ---- | ---- | ---- | ---- | ---- |
| 506  | 964  | 1452 | 1680 | ≈430 |

| 1959 | 1970  | 1979  | 2010 |
| ---- | ----- | ----- | ---- |
| 2308 | ↗3840 | ↗4423 | ↘265 |